# Politihunden "Buller"
|  | Denne artikel er oprettet af botten Steenthbot ud fra en ekstern database. Den kan derfor have sproglige fejl eller mangler. Denne skabelon kan fjernes efter kontrol af indholdet. |

Politihunden "Buller" er en dansk dokumentarfilm fra 1957 instrueret af Erling Wolter efter eget manuskript.

## Handling
En landmand taber sit lommeur på marken. Han ringer til politiets hundepatrulje, og schæferhunden Buller bliver kørt ud til 'opgaven'. Buller finder uret og får et kødben til belønning.